# NGC 3338
NGC 3338 este o galaxie seyfert situată în constelația Leul. A fost descoperită în 19 martie 1784 de către William Herschel. Se află la o distanță de 23,33 de megaparseci de Pământ.